# Mornshausen (Dautphetal)
Mornshausen of Mornshausen an der Dautphe is een plaats in de gemeente Dautphetal in de Duitse deelstaat Hessen.

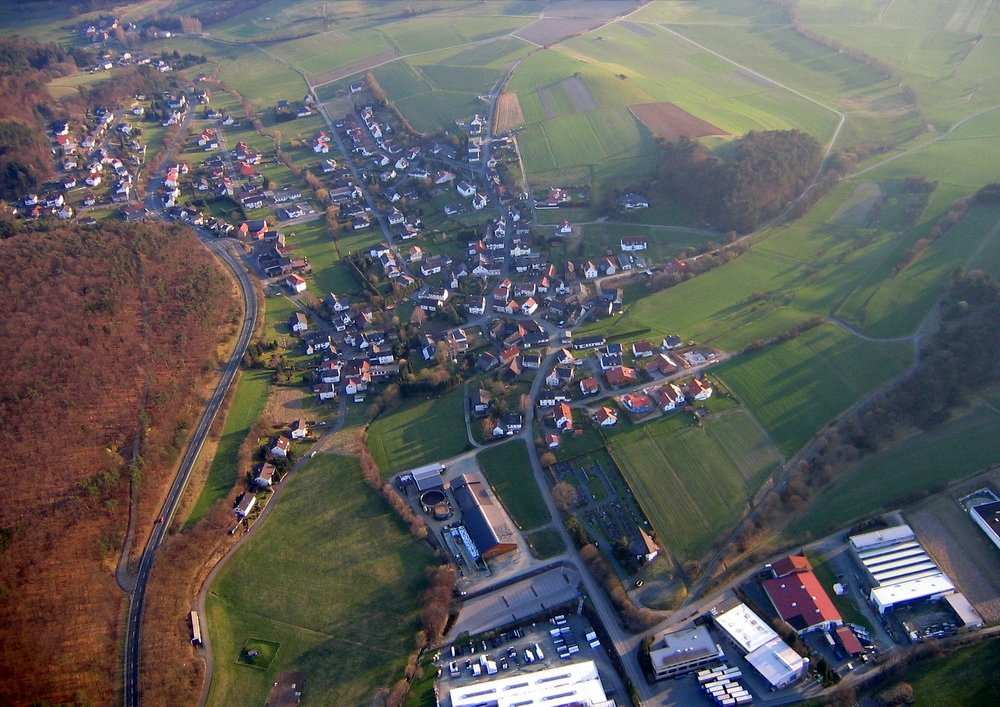

Allendorf · Buchenau · Damshausen · Dautphe · Elmshausen · Friedensdorf · Herzhausen · Holzhausen · Hommertshausen · Mornshausen · Silberg · Wolfgruben